# Orleansplatz
Der Orleansplatz ist ein halbkreisförmiger Platz im Münchner Stadtteil Haidhausen gegenüber vom Bahnhof München Ost.

## Lage
Auf dem Platz halten die S-Bahn München, die U-Bahn-Linie 5 sowie verschiedene Buslinien. Die Trambahnlinie 21 hat eine Haltestelle auf dem Orleansplatz.
Der Orleansplatz ist an seiner Stirnseite von einem länglichen Brunnen geprägt, der parallel zur Orleansstraße verläuft. Darüber hinaus finden sich Bäume und Bänke auf dem Platz. Hier finden regelmäßig Feste und Märkte statt – wie etwa der Original Hamburger Fischmarkt. Im Orleansplatz 11 befindet sich ein Sozialbürgerhaus und in unmittelbarer Nähe zum Platz ein Bürgerbüro des Kreisverwaltungsreferats (Orleansstraße 50). Darüber hinaus befinden sich rund um den Orleansplatz Lebensmittelmärkte, ein Kaufhaus, Fast-Food-Restaurants etc.
Vom Orleansplatz ausgehend erschließen drei Straßenzüge (Weißenburger Straße, Wörthstraße, Belfortstraße) wie Strahlen das sogenannte Franzosenviertel, das seinen Namen der Tatsache verdankt, dass nach dem deutschen Sieg im Deutsch-Französischen Krieg die Stadtplaner 1872 entschieden, hier die Straßen und Plätze nach französischem Muster anzulegen und die Straßen sternförmig auf Plätze zulaufen zu lassen. Darüber hinaus wurden als Namen Orte gewählt, wo deutsche Armeen im Deutsch-Französischen Krieg Schlachten für sich entschieden hatten – wie in der Schlacht von Orléans (Département Loiret).
Auf dem Orleansplatz befand sich einst der „Glaspalastbrunnen“, den 1853 August von Voit für den Glaspalast entworfen hatte. Er wurde Ende des 19. Jahrhunderts an den Orleansplatz verlegt. Als der Umbau des Ostbahnhofs anstand, wurde der Brunnen an den Weißenburger Platz verlegt und es entstand ein neuer, länglicher Brunnen.

## Galerie

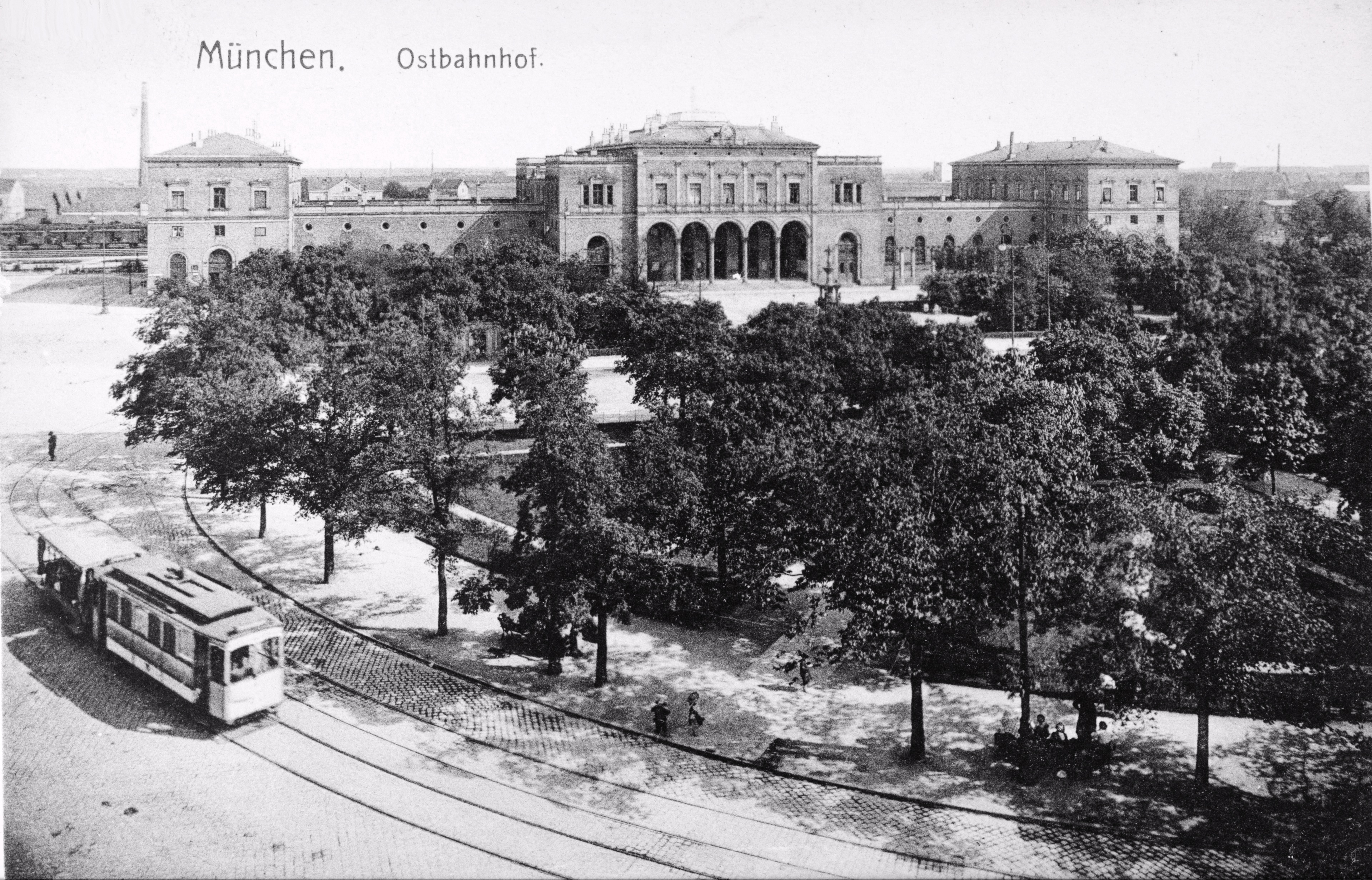
Orleansplatz mit Ostbahnhof (1910)
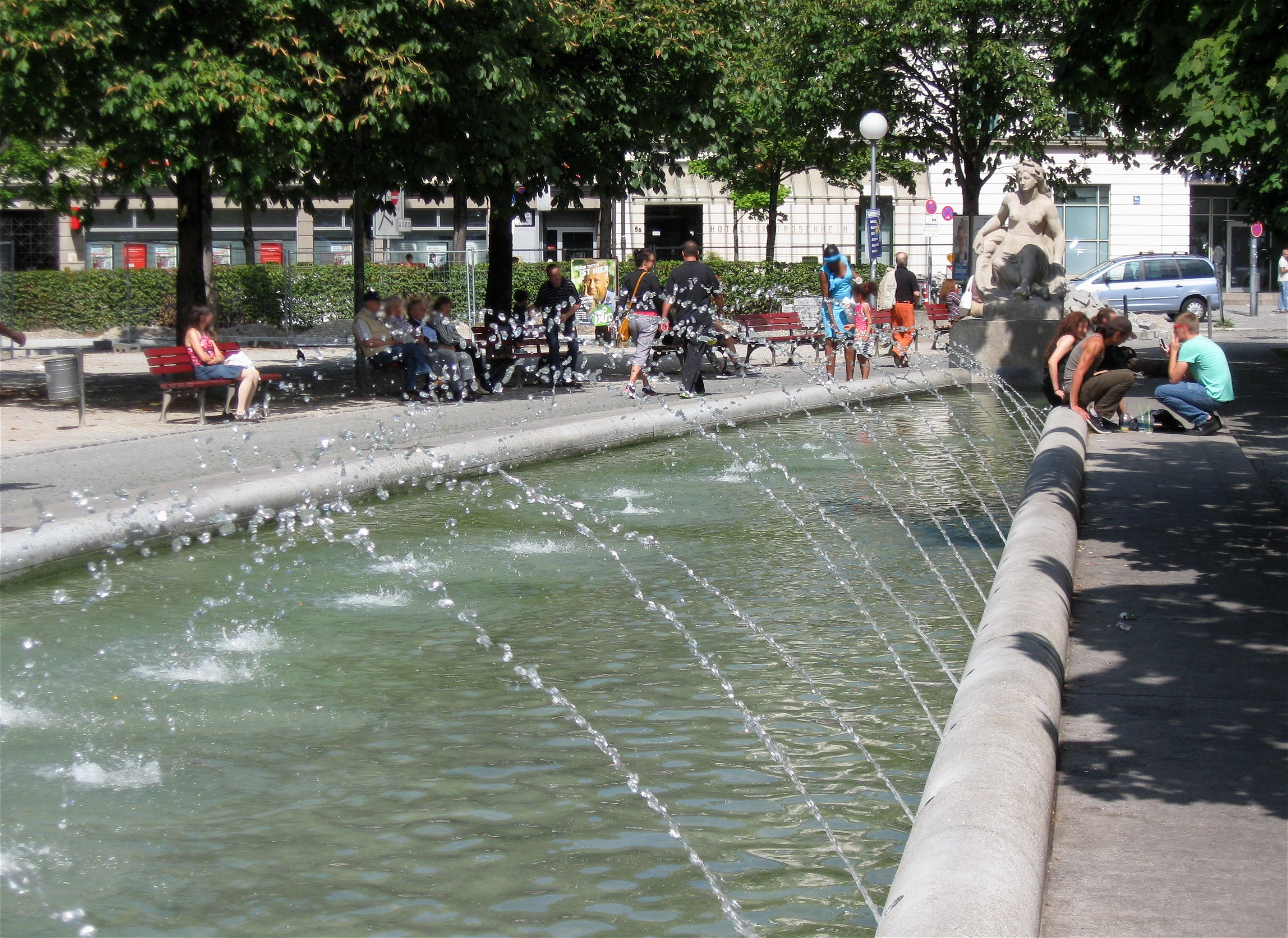
Brunnen am Orleansplatz (2013)
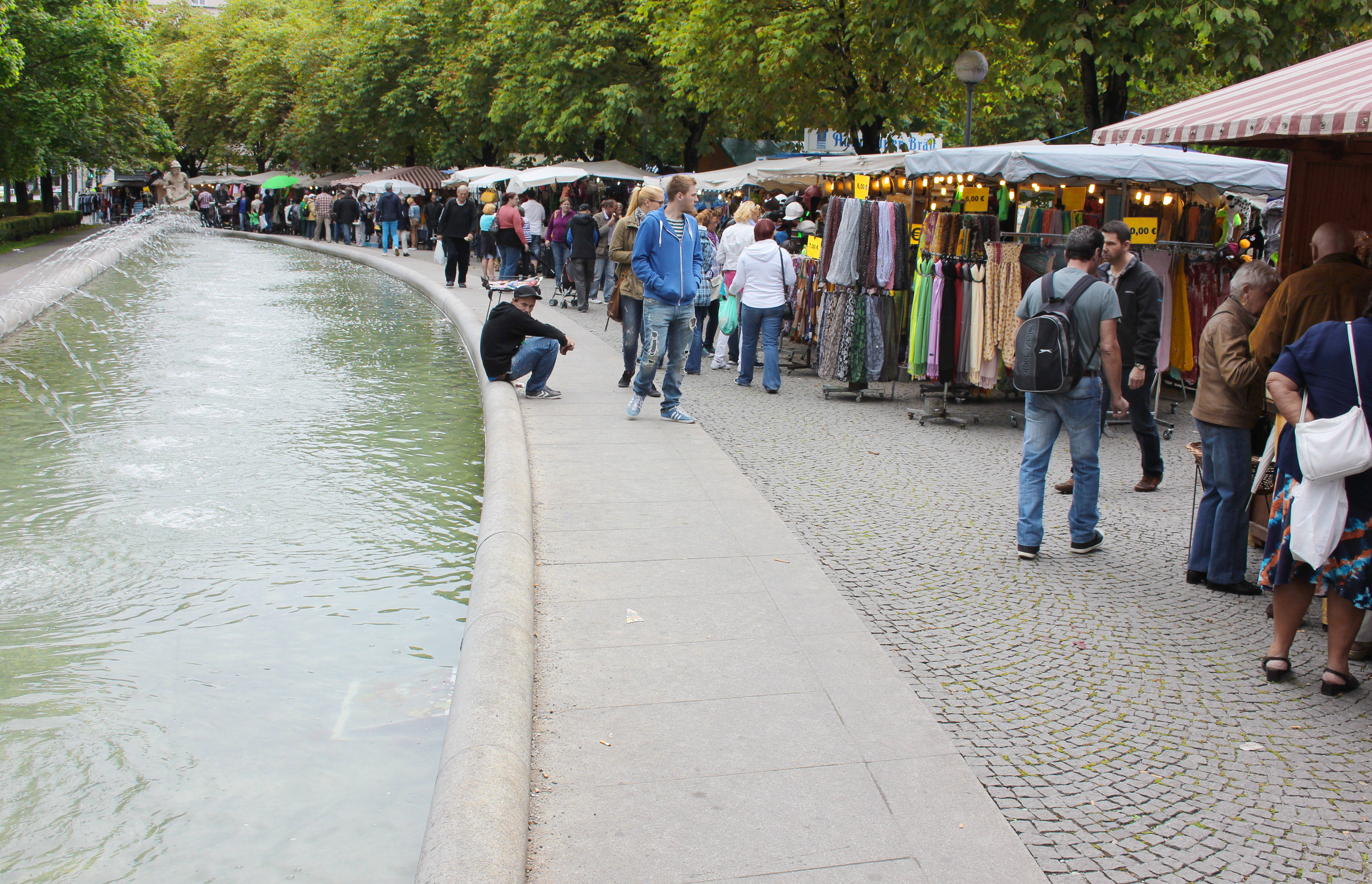
„Bayernmarkt“ am Orleansplatz (2013)